# María Dolores Ugarte
María Dolores (Lola) Ugarte Martínez es una estadística española especializada en análisis espacial, análisis espacio-temporal, epidemiología y estimación de áreas pequeñas. Es catedrática en el Departamento de Estadística, Informática y Matemáticas de la Universidad Pública de Navarra.

## Biografía
Ugarte se licenció en matemáticas en la Universidad de Zaragoza en 1989 y completó su doctorado en 1996 en la Universidad Pública de Navarra con la tesis Tests and models for detecting and explaining overdispersion. Realizó su formación posdoctoral en  la Universidad Simon Fraser (1997-1998). Desde 2009 es catedrática de universidad en el área de Estadística e I.O. en el Dpto de Estadística, Informática y Matemáticas de la Universidad Pública de Navarra.
´
Ugarte fue vicepresidenta de la Sociedad Española de Estadística de 2010 a 2013, y coeditora jefe de la revista TEST de la Sociedad Española de Estadística e Investigación Operativa de 2017 a 2020.  Actualmente es la Presidenta de la Federación de Sociedades Nacionales de Estadística de Europa.

## Libros
Ugarte es coautora, con Ana Fernández Militino y Alan T. Arnholt, del libro de texto Probabilidad y Estadística con R (CRC Press, 2008; 2ª ed., 2016).  Es coeditora, con Andrew B. Lawson, Sudipto Banerjee y Robert Haining, del Handbook of Spatial Epidemiology (CRC Press, 2016).